# Chaugey
Chaugey – miejscowość i gmina we Francji, w regionie Burgundia-Franche-Comté, w departamencie Côte-d’Or.
Według danych na rok 1990 gminę zamieszkiwało 19 osób, a gęstość zaludnienia wynosiła 3 osoby/km² (wśród 2044 gmin Burgundii Chaugey plasuje się na 886. miejscu pod względem liczby ludności, natomiast pod względem powierzchni na miejscu 1156.).